# Naix-aux-Forges
Naix-aux-Forges és un municipi francès situat al departament del Mosa i a la regió del Gran Est. L'any 2007 tenia 204 habitants.

## Demografia

### Població
El 2007 la població de fet de Naix-aux-Forges era de 204 persones. Hi havia 80 famílies, de les quals 16 eren unipersonals (8 homes vivint sols i 8 dones vivint soles), 24 parelles sense fills, 32 parelles amb fills i 8 famílies monoparentals amb fills.
La població ha evolucionat segons el següent gràfic:
Habitants censats

### Habitatges
El 2007 hi havia 92 habitatges, 85 eren l'habitatge principal de la família, 3 eren segones residències i 4 estaven desocupats. 91 eren cases i 1 era un apartament. Dels 85 habitatges principals, 74 estaven ocupats pels seus propietaris, 6 estaven llogats i ocupats pels llogaters i 5 estaven cedits a títol gratuït; 1 tenia dues cambres, 12 en tenien tres, 16 en tenien quatre i 56 en tenien cinc o més. 68 habitatges disposaven pel capbaix d'una plaça de pàrquing. A 38 habitatges hi havia un automòbil i a 36 n'hi havia dos o més.

### Piràmide de població
La piràmide de població per edats i sexe el 2009 era:
| Homes | Edats   | Dones |
| ----- | ------- | ----- |
| 0     | 95 o +  | 0     |
| 0     | 90 a 94 | 0     |
| 0     | 85 a 89 | 0     |
| 0     | 80 a 84 | 0     |
| 0     | 75 a 79 | 0     |
| 12    | 70 a 74 | 8     |
| 0     | 65 a 69 | 4     |
| 20    | 60 a 64 | 8     |
| 0     | 55 a 59 | 0     |
| 12    | 50 a 54 | 4     |
| 8     | 45 a 49 | 20    |
| 8     | 40 a 44 | 12    |
| 4     | 35 a 39 | 4     |
| 8     | 30 a 34 | 0     |
| 4     | 25 a 29 | 12    |
| 8     | 20 a 24 | 0     |
| 12    | 15 a 19 | 8     |
| 0     | 10 a 14 | 8     |
| 0     | 5 a 9   | 0     |
| 8     | 0 a 4   | 4     |

## Economia
El 2007 la població en edat de treballar era de 118 persones, 92 eren actives i 26 eren inactives. De les 92 persones actives 84 estaven ocupades (53 homes i 31 dones) i 8 estaven aturades (2 homes i 6 dones). De les 26 persones inactives 8 estaven jubilades, 6 estaven estudiant i 12 estaven classificades com a «altres inactius».

### Ingressos
El 2009 a Naix-aux-Forges hi havia 88 unitats fiscals que integraven 216 persones, la mediana anual d'ingressos fiscals per persona era de 17.630 €.

### Activitats econòmiques
Dels 3 establiments que hi havia el 2007, 1 era d'una empresa extractiva, 1 d'una empresa de fabricació d'elements pel transport i 1 d'una empresa de comerç i reparació d'automòbils.

## Poblacions més properes
El següent diagrama mostra les poblacions més properes.